# I Am Other
I Am Other (стилізований як i am OTHER) — це мультимедійний творчий колектив, створений Фаррелом Вільямсом, який слугує парасолькою для всіх його починань, включаючи Billionaire Boys Club і одяг ICECREAM, текстильну компанію Bionic Yarn і спеціальний канал на YouTube, запущений лауреатом премії Греммі артистом, продюсером і модельєром у 2012 році. Канал був запущений 12 травня 2012 року в рамках ініціативи YouTube з оригінальним каналом вартістю 100 мільйонів доларів. Програми на каналі i am OTHER зосереджені на музиці, культурі, моді та мистецтві. Вільямс описує канал як «культурний рух, присвячений мислителям, новаторам і ізгоям». Канал був запущений оригінальними серіалами, такими як «Awkward Black Girl» Ісси Рей, "Стереотипи".

## Історичне програмування
- Awkward Black Girl[en] – комедійний веб-серіал, написаний, спродюсований і в головній ролі Ісса Рей[5], випускниця Стенфорду, яка створила сценарій комедії, щоб перевірити свою теорію про те, що «ми всі незграбні»[6].
- Nardwuar – музичний журналіст Nardwuar[7] проводить інтерв’ю зі знаменитостями з такими виконавцями хіп-хопу, як Дрейк, Jay-Z, Wiz Khalifa, Lil Wayne, Big Sean, ASAP Rocky, Snoop Dogg[8] і 2 Chainz, серед інших[9].
- OTHERS від Hypebeast. Шоу створюється в Нью-Йорку та Гонконгу, і в ньому беруть участь майстри смаку в різних сферах, включаючи моду, кіно, їжу та технології у поєднанні з популярним сайтом стилю Hypebeast.
- Голос мистецтва – цей документальний серіал від Nardwuar[10] розповідає про митців, які створюють обізнаність про соціальні та політичні проблеми за допомогою свого мистецтва. Функції включали «Міграція прекрасна» з Фавіанною Родрігез[10] і «Художники графіті проти ГМО»[11].
- Club Chrissie – Кріссі Міллер і спеціальні гості навчають глядачів порадам щодо дизайну «зроби сам»[12], зокрема дизайну нігтів, кросівок, прикрас і футболок.
- Стереотипи – Райан Холл веде цей веб-серіал, у якому він бере інтерв’ю з людьми на вулиці в Нью-Йорку. Він говорить з громадськістю про соціальні проблеми та популярну культуру, включаючи расові стереотипи, клас, сексизм, гомофобію, політику, моду, вуличний стиль і зупинись і обшукуй[13].
- Хмарно. Ця короткометражка Нардвуара, Семюеля Борксона та Артуро Сандовала III[14] є дослідженням хмар. Friends With You є частиною бренду Pharrell's i am OTHER[15].